# Aleksandr Karielin
Aleksandr Aleksandrowicz Karielin (ros. Александр Александрович Карелин; ur. 19 września 1967 w Nowosybirsku) – rosyjski zapaśnik w stylu klasycznym w wadze superciężkiej, powszechnie uważany za najwybitniejszego zapaśnika stylu klasycznego wszech czasów. Trzykrotny mistrz olimpijski, dziewięciokrotny mistrz świata i dwunastokrotny mistrz Europy. Pierwszy w Pucharze Świata w 1987; drugi w 1992, gdzie przegrał finał z Amerykaninem Davidem Koplovitzem. Od 1999 roku polityk.

## Życiorys
W wieku 14 lat rozpoczął treningi zapaśnicze w klubie działającym przy Instytucie Elektrotechnicznym w Nowosybirsku pod kierunkiem Wiktora Kuzniecowa. Pierwszym znaczącym sukcesem Karielina było młodzieżowe mistrzostwo świata, które zdobył w 1985.
Mistrz ZSRR z lat 1988–1992 i Rosji z lat 1993–1999.
Walczył w stylu klasycznym, w wadze superciężkiej. Uchodzi za jednego z najwybitniejszych zapaśników w historii; absolutnie zdominował swoją kategorię. Seryjnie zdobywał tytuły mistrza świata (łącznie dziewięć) i Europy, trzykrotnie – w Seulu (w barwach Związku Radzieckiego), Barcelonie (Wspólnota Niepodległych Państw) i Atlancie – zwyciężał w igrzyskach. W Sydney sensacyjnie przegrał finałową walkę z Amerykaninem Rulonem Gardnerem. Była to jego pierwsza porażka od trzynastu lat. Wkrótce potem zakończył sportową karierę.
Od 1999 roku zasiada w Dumie – niższej izbie rosyjskiego parlamentu – z ramienia Jednej Rosji.
Został odznaczony m.in. Medalem „Złota Gwiazda” Bohatera Federacji Rosyjskiej (1997), Orderem Zasług dla Ojczyzny IV klasy (2008), Orderem Honoru (2001) i Orderem Przyjaźni Narodów (1989).
Żonaty z Olgą, z którą ma troje dzieci: synów Dienisa i Iwana oraz córkę Wasilisę.